# Frontera entre Alemania y Polonia
La frontera entre Alemania y Polonia (en alemán: Grenze zwischen Deutschland und Polen, polaco: Granica polsko-niemiecka), frontera estatal entre Polonia y Alemania, es actualmente la línea Oder-Neisse. Tiene una longitud total de 467 km y está en vigor desde 1945. Se extiende desde el Mar Báltico en el norte hasta la República Checa en el sur. Sin embargo, la frontera no siempre ha seguido esta línea, y tiene una historia larga y con frecuencia volátil.

## Historia

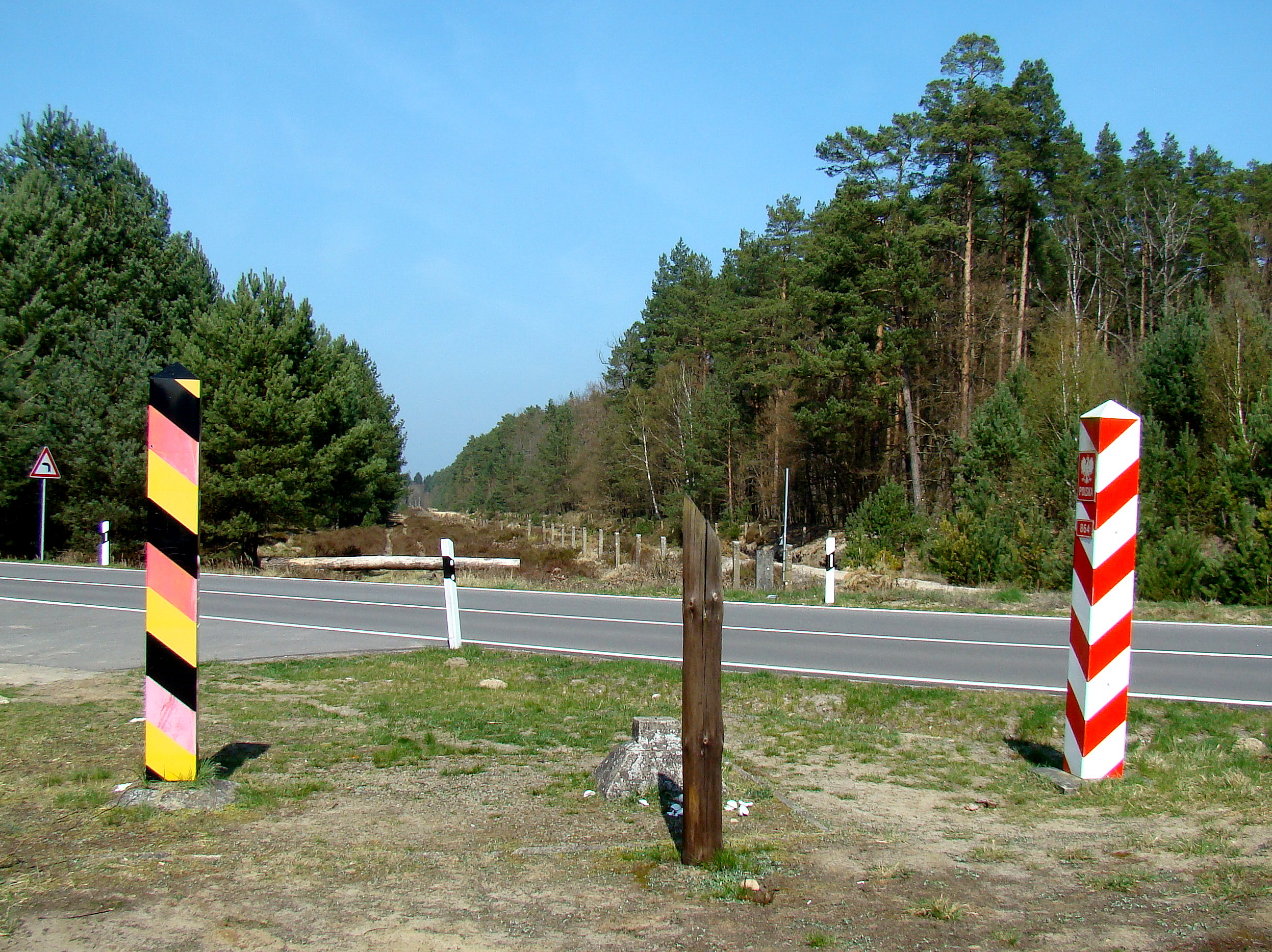
La frontera germano-polaca (Ueckermünder Heide).

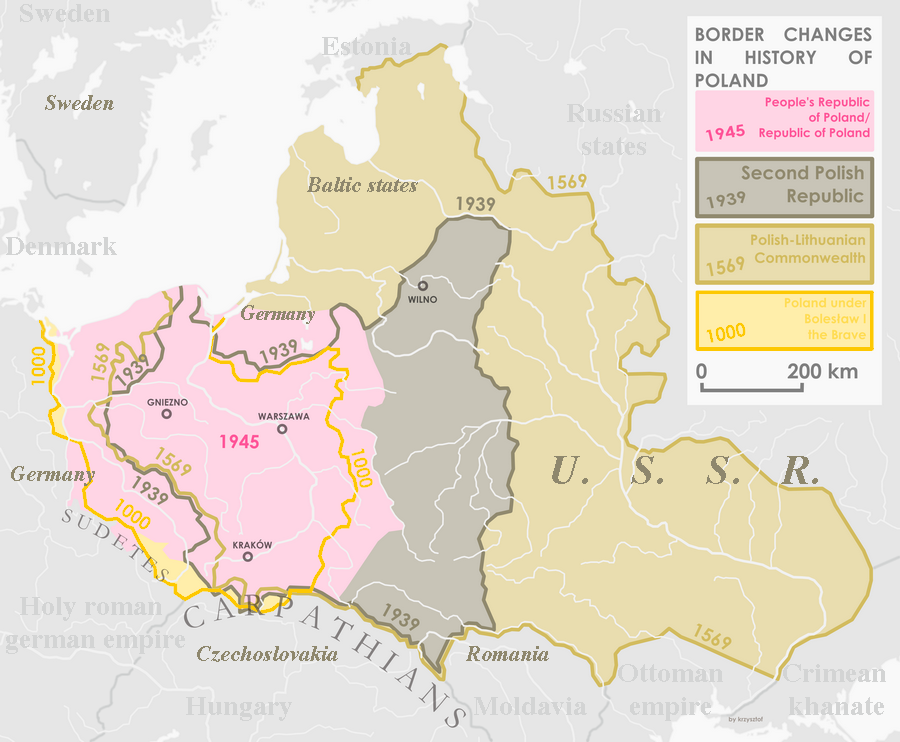
Historia de los cambios fronterizos de Polonia, mostrando los cambios en la frontera entre Alemania y Polonia.

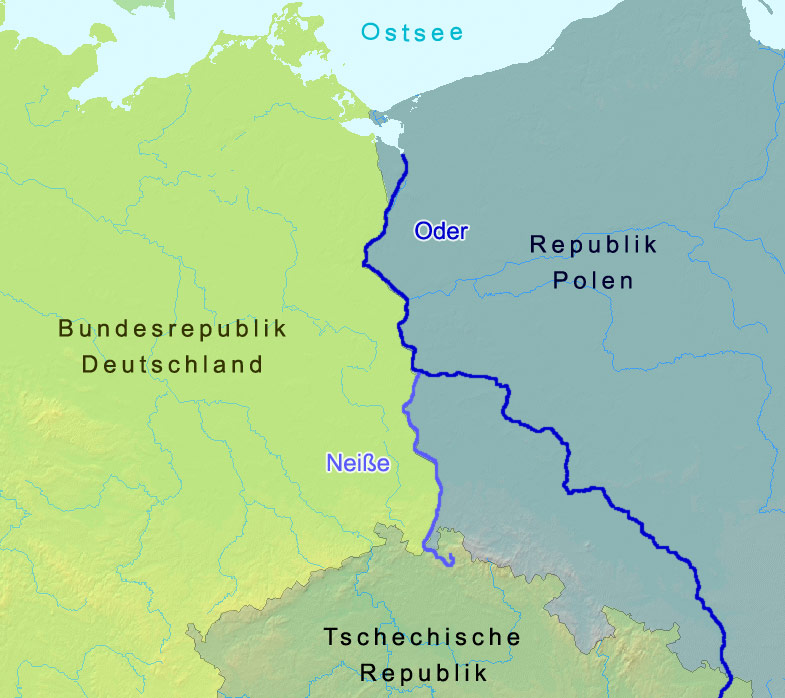
La frontera moderna sigue principalmente los ríos Oder y Neisse.

La frontera entre Alemania y Polonia tiene sus orígenes en los albores del estado polaco, con los ríos Oder (Odra) y Neisse (Nysa) (la línea Oder-Neisse) siendo uno de los primeros límites naturales entre Alemania y las tribus eslavas. Durante varios siglos, se movió hacia el este, se estabilizó en el siglo XIV y desapareció a fines del siglo XVIII con las divisiones de Polonia, en las que los vecinos de Polonia, incluido el Reino de Prusia, anexaron todo su territorio. En 1871 Prusia se convirtió en parte del Imperio alemán.
Después de que Polonia recuperó la independencia después de la Primera Guerra Mundial y 123 años de particiones, se estableció una larga frontera entre Alemania y Polonia, de 1912 km de largo (incluyendo un límite de 607 km con Prusia Oriental). La frontera fue modelada parcialmente por el Tratado de Versalles y parcialmente por plebiscitos (plebiscito de Prusia Oriental y el plebiscito de Silesia, el primero también afectado por los levantamientos de Silesia). La forma de esa frontera se parecía más o menos a la de la prepartición de Polonia.
Después de la Segunda Guerra Mundial, la frontera se trazó de Świnoujście (Swinemünde) en el norte en el Mar Báltico hacia el sur hasta la República Checa (entonces parte de Checoslovaquia) fronteriza con Polonia y Alemania cerca de Zittau. Sigue la línea Oder-Neisse de los ríos Oder (Odra) y Neisse (Nysa) durante la mayor parte de su recorrido. Esto fue acordado por los principales Aliados de la Segunda Guerra Mundial —URSS, EE. UU. y el Reino Unido—, ante la insistencia de los soviéticos, y, sin ninguna consulta significativa con Polonia (o Alemania), en la Conferencia de Yalta y la Conferencia de Potsdam. Esta frontera fue una compensación a Polonia por los territorios perdidos en la Unión Soviética como consecuencia del Pacto Ribbentrop-Mólotov, y dio lugar a importantes transferencias hacia el oeste de la población alemana de los territorios recuperados, igualando las transferencias de la población polaca de los territorios de Kresy. Aproximadamente coincidió con la frontera histórica, de siglos de antigüedad, entre los estados medievales polaco y alemán. Dividió varias ciudades fluviales en dos partes: Görlitz / Zgorzelec, Guben / Gubin, Frankfurt (Oder) / Słubice, Bad Muskau / Łęknica.
La frontera fue reconocida por Alemania Oriental en el Tratado de Zgorzelec en 1950, por Alemania Occidental en 1970 en el Tratado de Varsovia y por Alemania reunificada en 1990 en el Tratado fronterizo germano-polaco. Estaba sujeto a correcciones menores ( intercambios de tierras) en 1951. Las fronteras estuvieron parcialmente abiertas desde 1971 hasta 1980, cuando los polacos y los alemanes orientales pudieron cruzarlo sin un pasaporte o una visa; sin embargo, se cerró nuevamente después de algunos años, debido a la presión económica sobre la economía de Alemania del Este por parte de los compradores polacos y al deseo del gobierno de Alemania Oriental de disminuir la influencia del movimiento de Solidaridad Polaca en Alemania Oriental.
Después de la caída del comunismo en Polonia y Alemania, y la reunificación alemana, la frontera se convirtió en parte de la frontera oriental de la Comunidad Europea, luego la de la Unión Europea. Durante un tiempo, fue "la frontera más vigilada de Europa". Después de que Polonia se unió a la Unión Europea en 2004, los controles fronterizos se relajaron según el Acuerdo de Schengen para eliminar los controles de pasaportes en 2007. Las fronteras modernas de Polonia y Alemania están habitadas por aproximadamente un millón de ciudadanos de esos países dentro de los condados próximos.